# La Tentation de saint Antoine (suiveur de Bosch, Madrid)
Pour les articles homonymes, voir La Tentation de saint Antoine.
Ne doit pas être confondu avec La Tentation de saint Antoine (Bosch, Madrid) ou La Tentation de saint Antoine (atelier ou suiveur de Bosch, Madrid).
La Tentation de saint Antoine est un tableau du milieu du XVIe siècle, conservé au musée du Prado à Madrid et attribué à un suiveur de Jérôme Bosch.

## Iconographie et description
Peint à l'huile sur un panneau de chêne (88,3 × 70 cm), le tableau constitue l'une des très nombreuses représentations picturales de la tentation de saint Antoine réalisées par Bosch et, surtout, par les suiveurs de cet artiste.
Au centre, Antoine le Grand, auréolé et reconnaissable à la croix en Tau de son vêtement, lit la Bible ou un livre de prières, accoudé à un rocher. Il se tourne vers le spectateur, qu'il semble prendre à partie du regard. Cette idée est reprise du panneau central du triptyque de saint Antoine réalisé par Bosch au début du XVIe siècle et conservé à Lisbonne.
Autour du saint, des démons aux formes variées se déchaînent afin d'interrompre la méditation de l'ermite. Des grylles, des créatures zoomorphes et des personnages nus, souvent armés de manière grotesque, occupent le premier plan. Un peu plus loin, on voit une étendue d'eau, sur laquelle voguent deux galères fantastiques et dont émergent, à droite, deux tentatrices nues. Au delà, on découvre un paysage avec une ville ravagée par les flammes, des armées en marche, ainsi qu'un monstre gigantesque à la gueule béante sortant d'une grotte aux allures de souche d'arbre, au sommet de laquelle se tient un banquet infernal.
On voit au moins deux chouettes, animaux symbolisant le mal. Ces rapaces nocturnes ont fréquemment été peints par Bosch mais également par ses suiveurs. L'un des plus talentueux de ces artistes est Herri met de Bles, dit Civetta (« chouette »), disciple de Patinier et auteur de nombreux paysages fantastiques, actif à Anvers autour de 1530.

## Historique
Le tableau pourrait avoir été le panneau central d'un triptyque, flanqué de copies anciennes des volets latéraux de la Tentation de Lisbonne. Également conservées au Prado mais issues de l'Escurial, ces copies mesurent en effet 90 × 37 cm chacune. Il est cependant à noter que le tableau qui est l'objet de notre article n'est pas une copie du panneau central de Lisbonne et, contrairement à ce dernier, les lignes de son paysage ne se prolongent pas sur les panneaux latéraux.
Selon une hypothèse d'historique rapportée au conditionnel par Lucie Ninane, le tableau pourrait provenir des collections de Philippe II et aurait par la suite appartenu à un petit-fils de celui-ci, don Fernando, puis à la duchesse de Benavente y Osuna. En 1905, il aurait fait partie de l'héritage de la duchesse de Dueña de Madrid.
En réalité le parcours du tableau est difficilement retraçable avant les années 1940. Il appartient dans les années 1950 au couple de mécènes bruxelloise David et Alice van Buuren. Cette dernière en fait don au Prado en 1964-1965.

## Attribution et datation

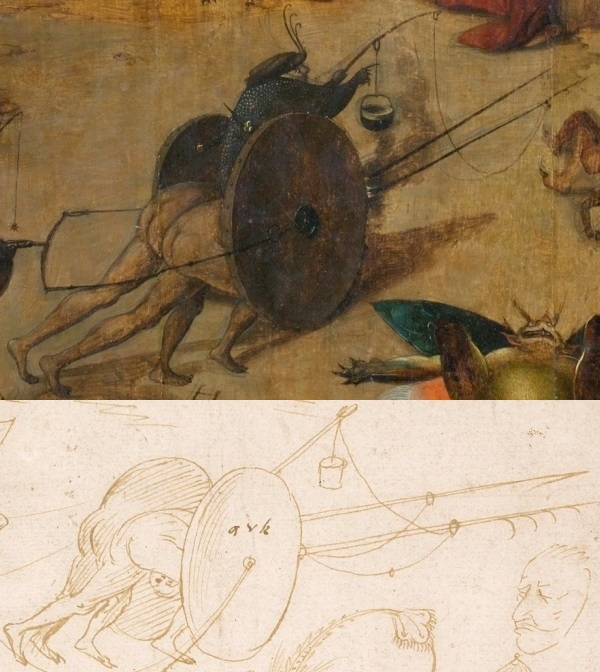
Comparaison d'un détail du tableau (en haut) avec un détail d'un dessin anonyme de l'Ashmolean Museum d'Oxford.

En 1955, Gaston van Camp attribue le tableau à Bosch lui-même, en mettant en avant des qualités techniques (transparence des couleurs faisant apparaître le dessin sous-jacent, rehauts de blanc, composition ordonnée en spirale...) propres aux œuvres connues du maître. Cet avis n'est pas partagé par Cinotti (1966), pour qui « l'assemblage un peu fortuit d'éléments du répertoire de Bosch [...] ne [...] semble pas conclure à l'authenticité ». Unverfehrt partage cet avis et estime que le panneau a pu être réalisé vers 1520 ou peu après cette date.
Van Camp a également donné l’œuvre à Bosch en se basant sur un détail : le petit char d'assaut à grandes roues poussé par deux personnages nus, visible vers la gauche du premier plan, se retrouve presque à l'identique au verso d'une feuille d'études de monstres conservée à l'Ashmolean Museum d'Oxford. D'autres créatures présentes sur cette feuille se retrouvent notamment dans Jugement dernier de Munich. Or, tout comme ce dernier tableau, le dessin d'Oxford est aujourd'hui considéré comme l’œuvre d'un disciple de Bosch et non plus du maître lui-même.
L'auteur du tableau a également emprunté à d'autres sources. Ainsi, le personnage nu avec une hache, dans le coin inférieur droit, est identique à l'un des personnages d'une Tentation de saint Antoine figurant sur le volet droit du Triptyque de saint Christophe conservé au musée Mayer van den Bergh à Anvers. Peint dans le premier quart du XVIe siècle, ce triptyque est attribué à l'entourage bruxellois du Maître de la Légende de sainte Marie-Madeleine, mais Unverfehrt considère que son paysage le rattache davantage à l'école anversoise.

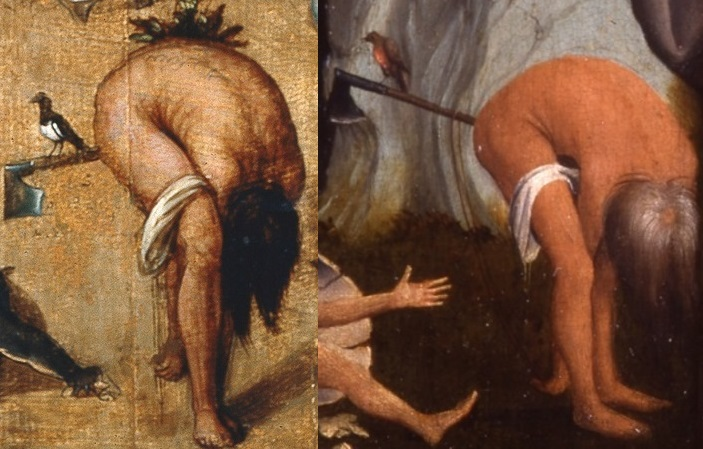
Comparaison d'un détail du tableau avec un détail du Triptyque de saint Christophe d'Anvers.

Les conservateurs du Prado estiment actuellement que ce tableau aurait été réalisé vers 1550-1560, soit plusieurs décennies après la mort de Bosch.